# غانيكوس
غانيكوس، هو أحد قادة التمرد في حرب العبيد الثالثة مع سبارتاكوس والعبد الغالي كريكسوس وانوميوس وكاستوس، قاد مع الأخير جيشاً من الجرمانيون والكلت، ولقي حتفه في لوكانيا بعد معركة ضد ماركوس ليسينيوس كراسوس.